# Mausoleum van Akbar

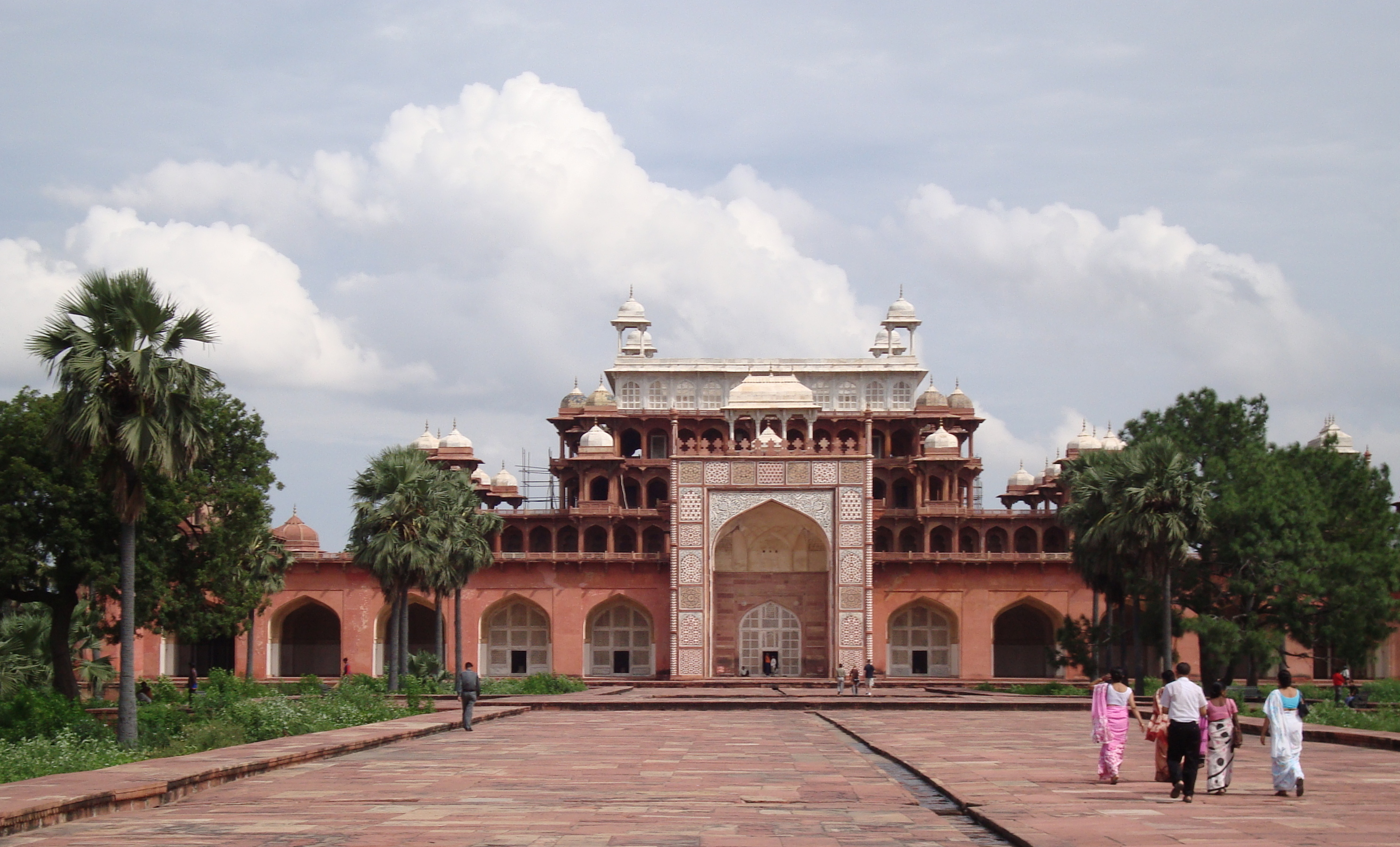
mausoleum van Akbar

Het mausoleum van Akbar is een mausoleum in Sikandra, een voorstad van Agra (India). De graftombe werd tussen 1605 en 1614 gebouwd als laatste rustplaats voor Akbar (1542-1605), de padishah ('koning der koningen') van het Mogolrijk, in opdracht van zijn zoon en opvolger Jahangir (1569-1627).
Akbar koos zelf de locatie voor zijn graf uit. In de Akbarnama, de door Abu 'l-Fazl ibn-Mubarak geschreven beschrijving van zijn leven, staat vermeld dat de keizer werd begraven in een tuin genaamd Behishtabad ('oord van het paradijs') in Sikranda. Jahangir bemoeide zich nadrukkelijk met de bouw van Akbars mausoleum. In 1608 liet hij het fundament opnieuw leggen, omdat hij ontevreden was over de keuzes van zijn architecten. De bouw werd tussen 1612 en 1614 afgerond.
Net als het grafmonument van Akbars vader, Humayuns tombe in Delhi, ligt het mausoleum van Akbar in het midden van een vierkante ommuurde tuin, aangelegd volgens het Perzische chahar bagh-patroon. Vier rechte waterlopen verdelen de tuin in symmetrisch gelijke perken. Deze waterlopen symboliseren de rivieren, die volgens de Bijbel en de Koran ontsprongen uit het aards paradijs. Ook het afwisselend gebruik van rood zandsteen en wit marmer komt overeen met Humayuns tombe.
Het mausoleum zelf is groter dan dat van Humayun. De vier zijden van de begane grond meten bijna 105 meter. Daarboven staan nog vier verdiepingen in de vorm van een afgeknotte piramide. De verdiepingen bestaan uit galerijen, omgeven door talrijke chhatri's, kleine koepelvormige paviljoenen. Deze constructie van het mausoleum met de vijf getrapte verdiepingen was een innovatie in de islamitische grafarchitectuur. Contemporaine Mogolpaleizen werden al wel in deze stijl opgetrokken, zoals de Panch Mahal, een paviljoen dat Akbar bouwde in zijn hoofdstad Fatehpur Sikri.
De bovenste verdieping heeft geen koepel, maar bestaat uit een wit marmeren binnenplaats omgeven door fraai bewerkte galerijen. In het midden van de binnenplaats staat de cenotaaf, een leeg graf, van Akbar. Zo hielden de bouwers zich aan de islamitische tradities, die voorschrijven dat een graf in de open lucht moet liggen. De echte sarcofaag van Akbar ligt in een sobere crypte onder het gebouw.
De zuidelijke toegang tot de tuin van het complex is een kolossale gewelfde poort met daarop vier wit marmeren sierminaretten. De rood-zandstenen poort is rijk bekleed met ingelegd wit marmer en gekleurde stenen in de vorm van geometrische patronen en bloemmotieven. De noord- en zuidfaçades van de poort bevatten continue stroken wit marmer met daarop kalligrafieën, vervaardigd door Abd al-Haqq Shirazi. Deze zou later ook de inscripties van de Taj Mahal ontwerpen.

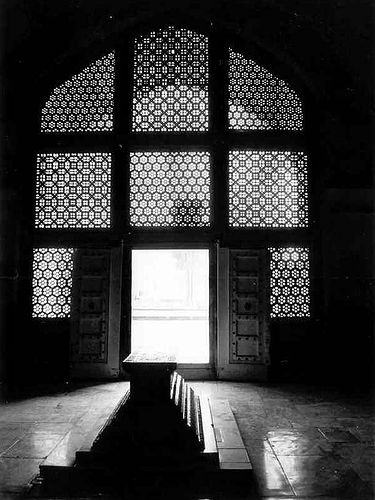
Cenotaaf van Akbar op de begane grond, met daarboven marmeren rasterwerken (jali's)
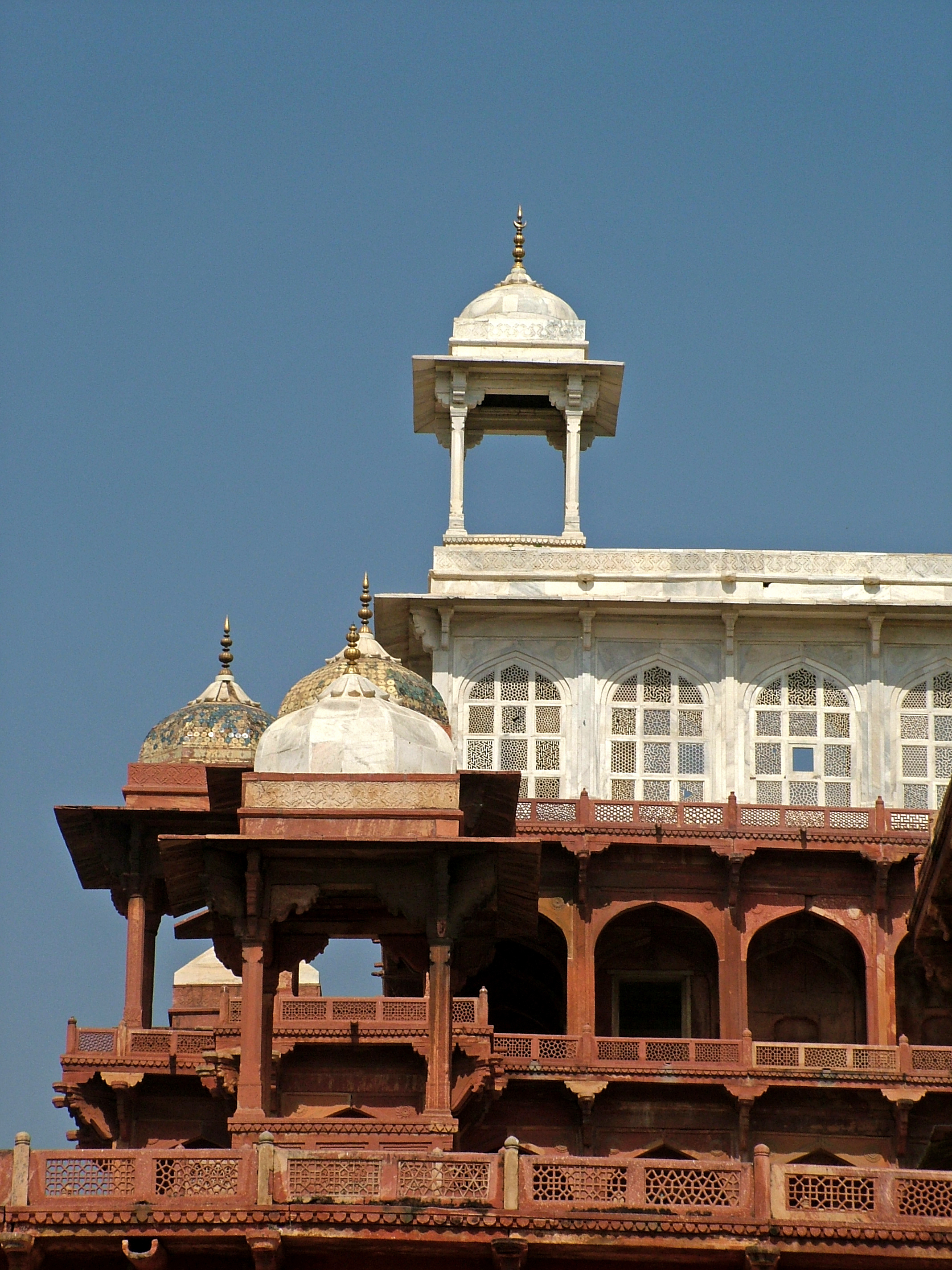
Chhatri's op verschillende verdiepingen
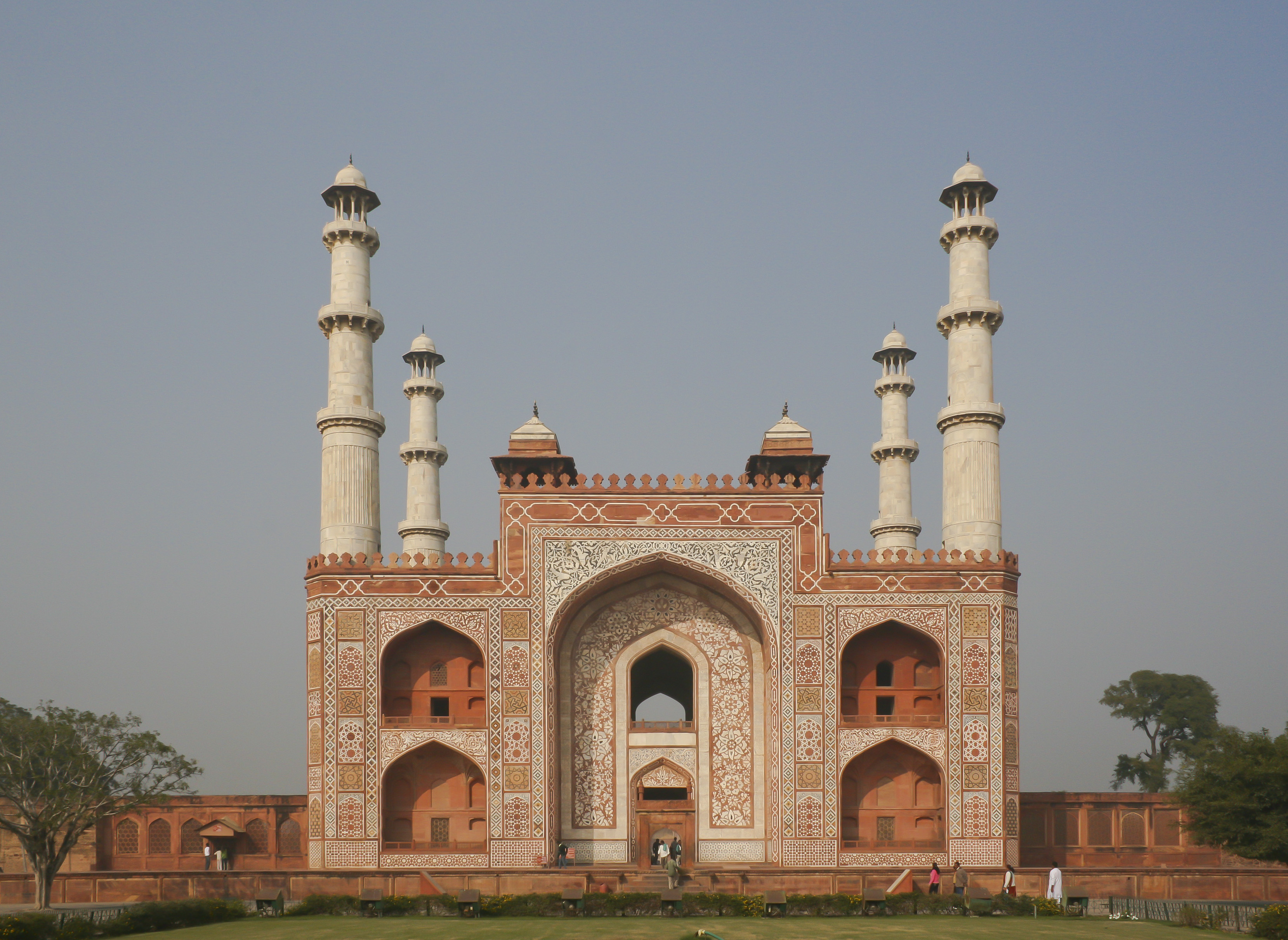
Zuidelijke toegangspoort
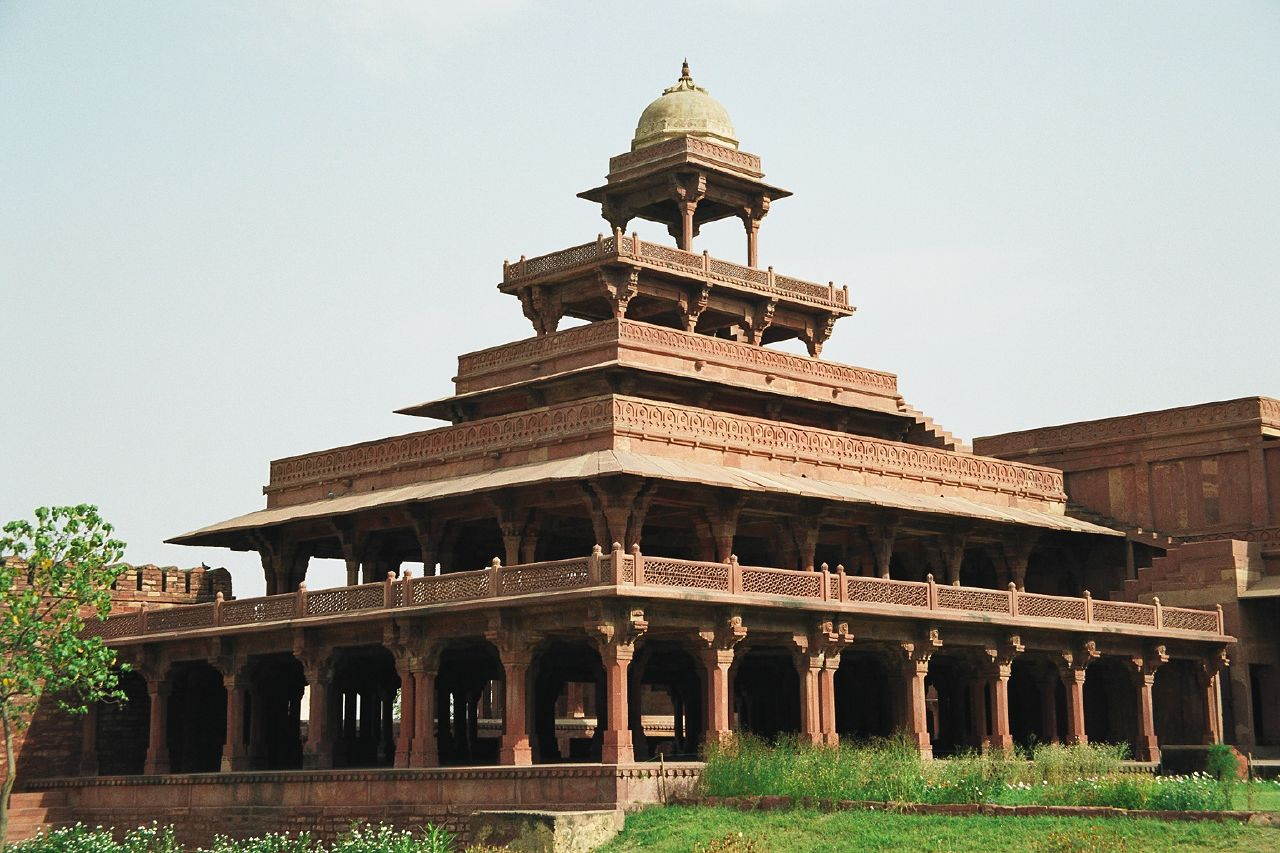
Panch Mahal in Fatehpur Sikri